# 里小牧村
里小牧村（さとこまきむら）は、愛知県葉栗郡にあった村。現在の一宮市木曽川町里小牧にあたる。

## 地理
木曽川左岸、犬山扇状地の西端に位置していた。

## 歴史
- 江戸時代は尾張藩領、北方代官所支配であった[2]。
- 1889年（明治22年）10月1日、町村制の施行により、葉栗郡里小牧村が単独で村制施行し、里小牧村が発足[1][2]。大字は編成せず[2]。
- 1906年（明治39年）5月10日、葉栗郡黒田町（大字黒田・門間・内割田・外割田・三法寺）、玉ノ井村と合併し、黒田町が存続して廃止された[1][2]。合併後、黒田町里小牧となる[2]。

### 地名の由来
春日井郡を山小牧、美濃国加茂郡を川小牧と呼ぶのに対する。

## 産業
- 農業[2]

## 教育
- 1873年（明治6年）養願寺に四邑学校設立[2]。